# خليل الخوري
خليل بن جبرائيل بن يوحنا بن ميخائيل المعروف بـ خليل الخوري (1252 هـ - 1325 هـ / 1836 - 1907 م)، شاعر، كاتب وأديب ولد في الشويفات بلبنان وتعلم في بيروت وأنشأ بها جريدة حديقة الأخبار سنة 1858 م، توفي في بيروت. وله ديوان شعر في ستة أجزاء وقصص ورسائل.

## مؤلفات
- «وي. إذن لست بإفرنجي» - التي يعدها البعض أول رواية عربية - صدرت في العام 1859م[8][9] على الرغم من نسبة البعض مثل رضوى عاشور أول رواية عربية إلى الساق على الساق فيما هو الفارياق لأحمد فارس الشدياق (1855)[10]
- زهر الربى
- العصر الجديد
- السمير الأمين
- الشاديات
- النفحات
- الخليل
- النعمان وحنظلة
- مختصر روضة المناظر لابن الشحنة
- تسريح العيون في نعيم البطون[11][12]